# Автомагістраль М5 (Велика Британія)
Автомагістраль М5 — автомагістраль в Англії, що сполучає Мідлендс із південним заходом. Він пролягає від розв'язки 8 автомагістралі M6 у Вест-Бромвічі поблизу Бірмінгема до Ексетера в Девоні. На південний захід, M5 пролягає на схід від Вест-Бромвіча та на захід від Бірмінгема через долину Сендвелл. Він продовжується повз Бромсгроув (і від Бірмінгема, і Бромсгроув є частиною Birmingham Motorway Box), Droitwich Spa, Worcester, Tewkesbury, Cheltenham, Gloucester, Bristol, Clevedon, Weston-super-Mare, Bridgwater, Tounton, закінчується на розв’язці 31 на Ексетер. Затори на ділянці на південь від M4 є звичайним явищем під час літніх канікул, у п’ятницю після обіду та у святкові дні.

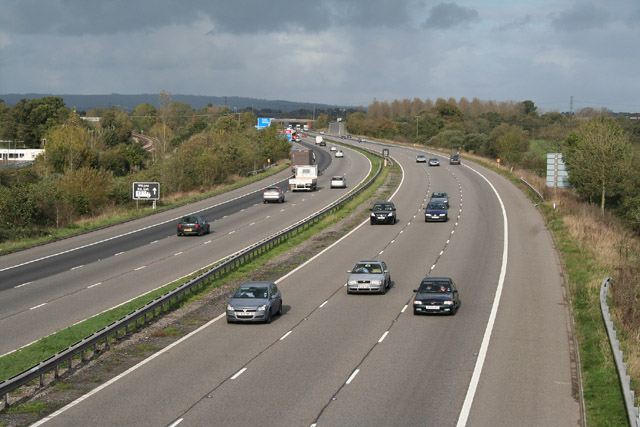
M5 біля розв'язки 28, Девон

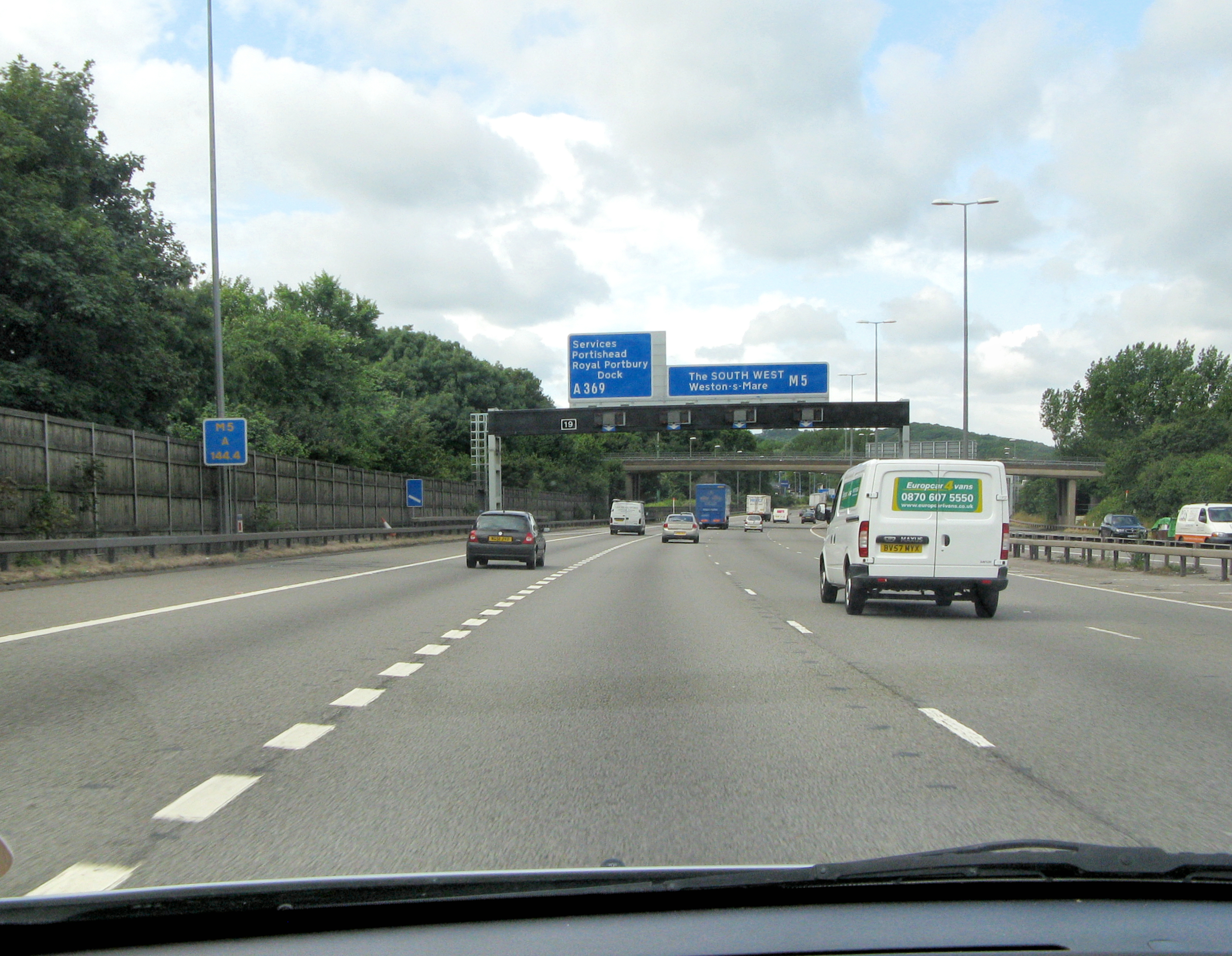
Автострада M5 на південь від Ейвонмутського мосту

## Історія
Перші 42 кілометри автомагістралі M5 була побудована як двосмугова автомагістраль з Радою округу Вустершир, яка виступала забудовником. Цей розділ – від розв'язки 4 (Лідіат Еш) на півночі до розв'язки з трасою M50 на півдні – відкрито в липні 1962 р. На початку 1990-х цю ділянку M5 від розв’язок 4 до 8 було розширено, щоб створити шість смуг. Під час цієї роботи північні дороги Strensham були перебудовані далі від модифікованої розв’язки M50.
На північ від розв'язки 4 магістраль M5 була побудована секціями з 1967 по 1970 рік разом із послугами Франклі. Значна частина північної ділянки за розв'язкою 3, приблизно від Олдбері до розв'язки з автострадою M6, була побудована як підвищена подвійна трисмугова автомагістраль через Бірмінгемський канал (Стара магістраль), Бірмінгемський канал (Нова магістраль) і Тітфорд Пул за допомогою бетонних стовпів.